# 波索斯德伊诺霍
波索斯德伊诺霍，是西班牙卡斯蒂利亚-莱昂萨拉曼卡省的一个市镇。 总面积59平方公里，总人口76人（2001年），人口密度1人/平方公里。